# Sân vận động Olympic (Montréal)
Sân vận động Olympic (tiếng Pháp: Stade olympique) là một sân vận động đa năng ở Montréal, Canada, tọa lạc tại Công viên Olympic ở quận Hochelaga-Maisonneuve của thành phố. Được xây dựng vào giữa những năm 1970 làm địa điểm chính cho Thế vận hội Mùa hè 1976, sân có biệt danh là "The Big O", liên quan đến cả tên của sân và hình dạng bánh vòng của thành phần cố định của mái che của sân vận động. Tháp đứng cạnh sân vận động, Tháp Montréal, là tháp nghiêng cao nhất thế giới với góc nghiêng 45 độ. Nó còn được gọi là "The Big Owe" để nhắc đến chi phí tốn kém của sân vận động và Thế vận hội năm 1976 nói chung.
Đây là sân vận động lớn nhất theo sức chứa chỗ ngồi ở Canada. Sau Thế vận hội, cỏ nhân tạo đã được lắp đặt và sân trở thành sân nhà của các đội bóng chày và bóng bầu dục chuyên nghiệp của Montréal. Montreal Alouettes của CFL trở lại sân nhà trước đây của họ là Sân vận động Molson vào năm 1998 để tổ chức các trận đấu thường xuyên của mùa giải, nhưng tiếp tục sử dụng Sân vận động Olympic cho các trận playoff và Cúp Grey cho đến năm 2014 khi họ trở lại Sân vận động Molson cho tất cả các trận đấu của mình. Sau mùa bóng chày 2004, Expos chuyển đến Washington, D.C., để trở thành Washington Nationals. Sân vận động hiện đóng vai trò như một cơ sở đa năng cho các sự kiện đặc biệt (ví dụ: buổi hòa nhạc, triển lãm thương mại) với sức chứa cố định là 56.040 người. Sức chứa có thể mở rộng với chỗ ngồi tạm thời. Montreal Impact của Major League Soccer (MLS) thỉnh thoảng sử dụng địa điểm, khi nhu cầu mua vé phù hợp với sức chứa lớn hoặc khi thời tiết hạn chế việc chơi ngoài trời tại Sân vận động Saputo gần đó trong những tháng mùa xuân.
Sân vận động đã không có người thuê chính kể từ khi Expos rời đi vào năm 2004. Mặc dù đã sử dụng hàng chục năm, lịch sử của sân vận động với nhiều vấn đề về cấu trúc và tài chính đã phần lớn khiến sân bị gọi là voi trắng.
Được kết hợp vào chân đế phía bắc của sân vận động là Tháp Montréal, tháp nghiêng cao nhất thế giới với độ cao 175 mét (574 ft). Sân vận động và khuôn viên của Công viên Olympic giáp với Công viên Maisonneuve, bao gồm Vườn bách thảo Montréal, tiếp giáp với phía tây qua Đường Sherbrooke (Đường 138).

### Đa phương tiện
- CBC Archives – Clip from 1975 – Stadium architect talks about his design
- CBC Archives – A look back on the history of the stadium (1999)
- CBC Archives – Discussion of building a tower for Montreal

| Sự kiện và đơn vị thuê sân                                                 | Sự kiện và đơn vị thuê sân                                                                     | Sự kiện và đơn vị thuê sân                                                                   |
| -------------------------------------------------------------------------- | ---------------------------------------------------------------------------------------------- | -------------------------------------------------------------------------------------------- |
| Tiền nhiệm: Sân vận động Olympic München                                   | Thế vận hội Mùa hè Lễ khai mạc và bế mạc (Sân vận động Olympic) 1976                           | Kế nhiệm: Grand Arena Moskva                                                                 |
| Tiền nhiệm: Sân vận động Olympic München                                   | Các môn thi đấu điền kinh tại Thế vận hội Mùa hè Địa điểm chính 1976                           | Kế nhiệm: Grand Arena Moskva                                                                 |
| Tiền nhiệm: Sân vận động Olympic München                                   | Thế vận hội Mùa hè Địa điểm chung kết môn bóng đá nam 1976                                     | Kế nhiệm: Grand Arena Moskva                                                                 |
| Tiền nhiệm: Autostade Sân vận động Tưởng niệm Sân vận động Percival Molson | Sân nhà của Montreal Alouettes 1976–1986 1996–1997 2001–nay (với Sân vận động Percival Molson) | Kế nhiệm: Nhượng quyền bán lại Sân vận động Percival Molson sân nhà hiện tại (bán thời gian) |
| Tiền nhiệm: Sân vận động Jarry Park                                        | Sân nhà của Montreal Expos 1977–2004                                                           | Kế nhiệm: Sân vận động RFK (với tư cách là Washington Nationals)                             |
| Tiền nhiệm: Eisstadion Inzell                                              | Chủ nhà của Giải vô địch trượt băng tốc độ trẻ thế giới 1978                                   | Kế nhiệm: L'Anneau de Vitesse                                                                |
| Tiền nhiệm: Cleveland Stadium                                              | Chủ nhà của Trận đấu toàn sao Major League Baseball 1982                                       | Kế nhiệm: Comiskey Park                                                                      |
| Tiền nhiệm: Legion Field                                                   | Chủ nhà của Drum Corps International World Championship 1981–1982                              | Kế nhiệm: Miami Orange Bowl                                                                  |
| Tiền nhiệm: Sân vận động Olympic Quốc gia Tokyo                            | Giải vô địch bóng đá nữ U-20 thế giới Địa điểm chung kết 2014                                  | Kế nhiệm: Sân vận động bóng đá quốc gia Port Moresby                                         |